# 金菲爾德 (緬因州)
金菲爾德（英語：Kingfield）是一個位於美國緬因州富蘭克林縣的市鎮。

## 人口
根據2020年美國人口普查的數據，金菲爾德的面積為112.09平方千米，當中陸地面積為111.68平方千米，而水域面積為0.41平方千米。當地共有人口960人，而人口密度為每平方千米9人。